# Soumaila Magassouba
Soumaila Magassouba (28 giugno 2004) è un calciatore maliano, difensore dello Sheriff Tiraspol.

## Carriera
Cresciuto nel settore giovanile dello Stade Malien, ha debuttato in prima squadra nella stagione 2024-2025 in cui ha disputato 7 incontri e segnato una rete in Coppa della Confederazione CAF. Il 7 marzo 2025 è stato acquistato a titolo definitivo dallo Sheriff Tiraspol e due giorni dopo ha esordito nell'incontro di Super Liga vinto 3-0 contor lo Spartanii; conclude la stagione con 9 presenze nella prima divisione moldava e 2 presenze nella vittoriosa Coppa di Moldavia.

## Statistiche

### Presenze e reti nei club
Statistiche aggiornate al 9 giugno 2025.
| Stagione        | Squadra          | Campionato      | Campionato | Campionato | Coppe nazionali | Coppe nazionali | Coppe nazionali | Coppe continentali | Coppe continentali | Coppe continentali | Altre coppe | Altre coppe | Altre coppe | Totale | Totale | Totale |
| Stagione        | Squadra          | Comp            | Pres       | Reti       | Comp            | Pres            | Reti            | Comp               | Pres               | Reti               | Comp        | Pres        | Reti        | Pres   | Reti   |        |
| --------------- | ---------------- | --------------- | ---------- | ---------- | --------------- | --------------- | --------------- | ------------------ | ------------------ | ------------------ | ----------- | ----------- | ----------- | ------ | ------ | ------ |
| 2024-2025       | Stade Malien     | PD              | ?          | ?          | CM              | 0               | 0               | CAF CC             | 7                  | 1                  | -           | -           | -           | 7+     | 1+     |        |
| mar.-giu. 2025  | Sheriff Tiraspol | SL              | 9          | 0          | CM              | 2               | 0               | UEL+UECL           | -                  | -                  | -           | -           | -           | 11     | 0      |        |
| Totale carriera | Totale carriera  | Totale carriera | 9+         | 0+         |                 | 2               | 0               |                    | 7                  | 1                  |             | -           | -           | 18     | 1      |        |

## Palmarès

### Club

#### Competizioni nazionali
- Coppa di Moldavia: 1

Sheriff Tiraspol: 2024-2025